# Ryoko Fujimoto
Ryoko Fujimoto –en japonés, 藤本 涼子, Fujimoto Ryoko– (Kurashiki, 18 de abril de 1966) es una deportista japonesa que compitió en judo.
Ganó dos medallas de bronce en el Campeonato Mundial de Judo en los años 1986 y 1991, y una medalla de oro en el Campeonato Asiático de Judo de 1991. En los Juegos Asiáticos de 1990 consiguió una medalla de plata.

## Palmarés internacional
| Campeonato Mundial  | Campeonato Mundial        | Campeonato Mundial | Campeonato Mundial |
| Año                 | Lugar                     | Medalla            | Categoría          |
| ------------------- | ------------------------- | ------------------ | ------------------ |
| 1986                | Maastricht (Países Bajos) | Medalla de bronce  | –61 kg             |
| 1991                | Barcelona (España)        | Medalla de bronce  | –66 kg             |
| Juegos Asiáticos    |                           |                    |                    |
| Año                 | Lugar                     | Medalla            | Categoría          |
| 1990                | Pekín (China)             | Medalla de plata   | –66 kg             |
| Campeonato Asiático |                           |                    |                    |
| Año                 | Lugar                     | Medalla            | Categoría          |
| 1991                | Osaka (Japón)             | Medalla de oro     | –66 kg             |